# جواو لوبيز ماركيز
جواو لوبيز ماركيز (بالبرتغالية: João Lopes Marques‏) هو صحفي وكاتب برتغالي، ولد في 29 أغسطس 1971 في لشبونة في البرتغال.